# Генадиј Логофет
Генадиј Олегович Логофет (рус. Геннадий Олегович Логофет; 15. април 1942 — 5. децембар 2011) био је руски и совјетски фудбалер и тренер. 

## Биографија
Целу каријеру је провео у једном клубу — Спартак Москва. Године 1971, у финалу Купа СССР-а са СКА Ростовом, Логофет је изједначио пред сам крај меча. Следећег дана Спартак је освојио пехар у реваншу.
Логофет је био капитен Спартака од 1971. до 1974. На крају каријере 1975. држао је Спартаков рекорд по броју одиграних утакмица.
Наступио је 17 пута за репрезентацију Совјетског Савеза.. Као репрезентативац СССР-а играо је на Светском првенству 1970. године у Мексику. Био је у саставу репрезентације Совјетског Савеза на Европском фудбалском првенству 1968. године, са екипом је освојио четврто место. 
Био је тренер репрезентације СССР-а до 21 године, помоћник у сениорској репрезентацији и Спартаку и тренер ФК Макаби из Москве.
Преминуо је 5. децембра 2011. године у Москви, сахрањен је три дана касније на Донском гробљу.

## Успеси

### Клуб
- Првенство СССР: 1962, 1969.
- Куп СССР: 1963, 1965, 1971.